# Монте-Карло (коммуна)
Монте-Ка́рло (французский Monte-Carlo, монегасский Munte-Carlu) — одна из трёх бывших коммун (quartiers) Княжества Монако. Площадь — 857372 м². Население — 15 507 чел. (по данным на 2000 г.).
Коммуны узаконены постановлением конституции Монако от 1911 года. Исходя из поправки в конституцию Монако от 1954 года княжество состоит только из одной единой и неделимой коммуны, которая в свою очередь состоит из 6 районов, сейчас из 10. Исходя из этого коммуна Монте-Карло была упразднена. Сейчас на её территории образовано 4 района (wards): Монте-Карло, Ларвотто, Сен-Роман и Сен-Мишель.